# Praia das Escaleiras
Piscina das Escaleiras, Vila Nova, Praia da Vitória, ilha Terceira, Açores, Portugal.
A Piscina das Escaleiras , ou Zona Balnear de Escaleiras, é uma piscina natural localizada na freguesia da Vila Nova, município de Praia da Vitória, ilha Terceira, Açores.
Trata-se de uma praia composta por uma parte de areias grossas e por uma parte rocha de pedras basálticos de cor negra rodeada de altas arribas, próxima do porto de pescas da Vila Nova.
Esta local é protegido de um lado por um extenso promontório e pelo outro por altas arribas onde a rocha se encontra estratificada pelas diferentes erupções que deram origem e forma às arribas.
Tem em seu redor, devido à abundância de chuvas do Inverno, uma vegetação bastante luxuriante em que se destaca a Erica azorica, o bracel da rocha e grandes canaviais.

## Zona de Lazer
Anexa à Zona Balnear das Escaleiras, encontra-se a Zona de Lazer da Vila Nova. Local com ótimas condições para merendar. Esta paragem possibilita também uma vista privilegiada sobre a Zona Balnear, bem como sobre a reentrância que delimita a baía do porto de pesca da Vila Nova.

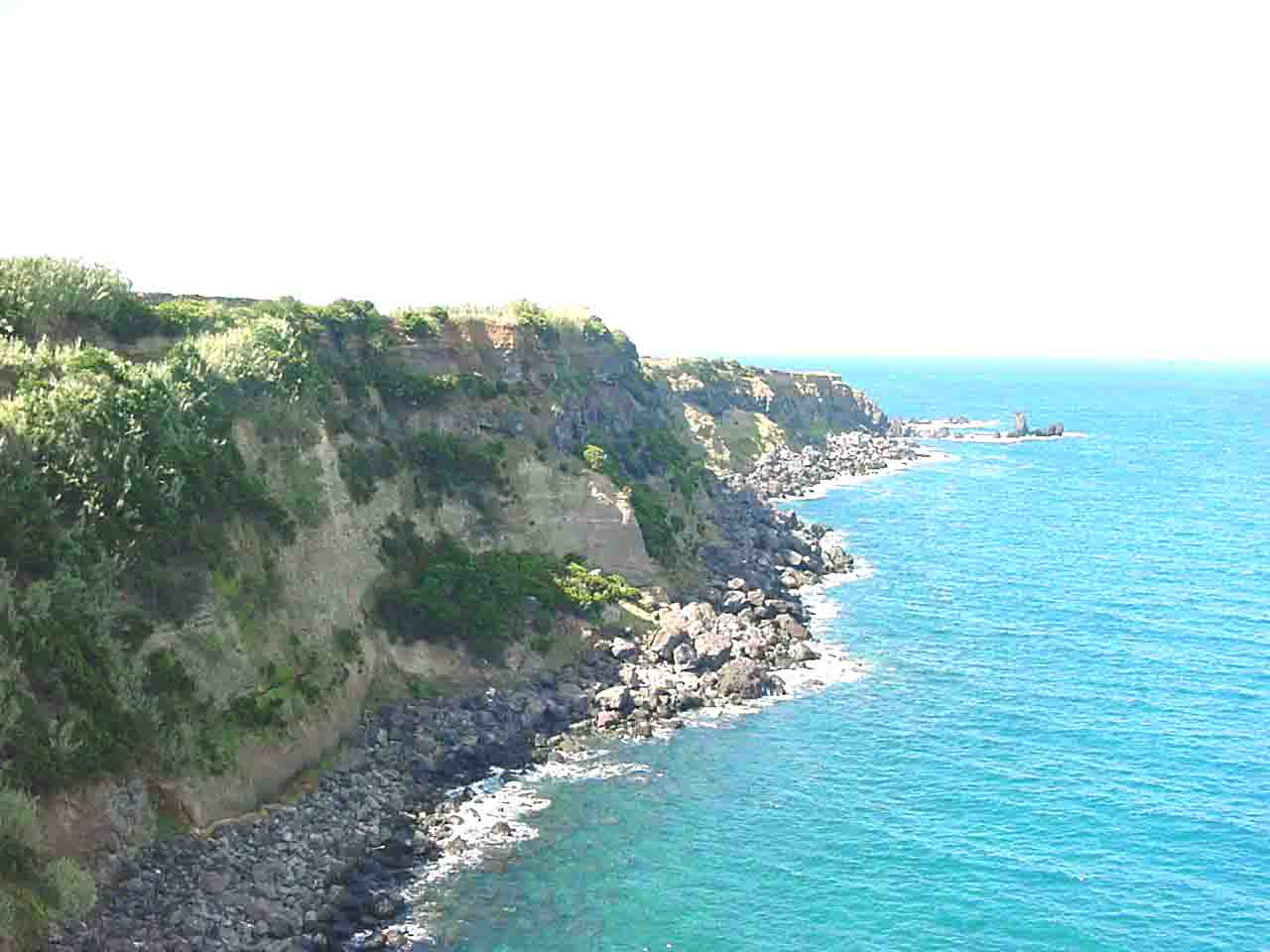
Costa da Vila Nova junto à Piscina das Escaleiras
Zona Balnear - Escaleiras
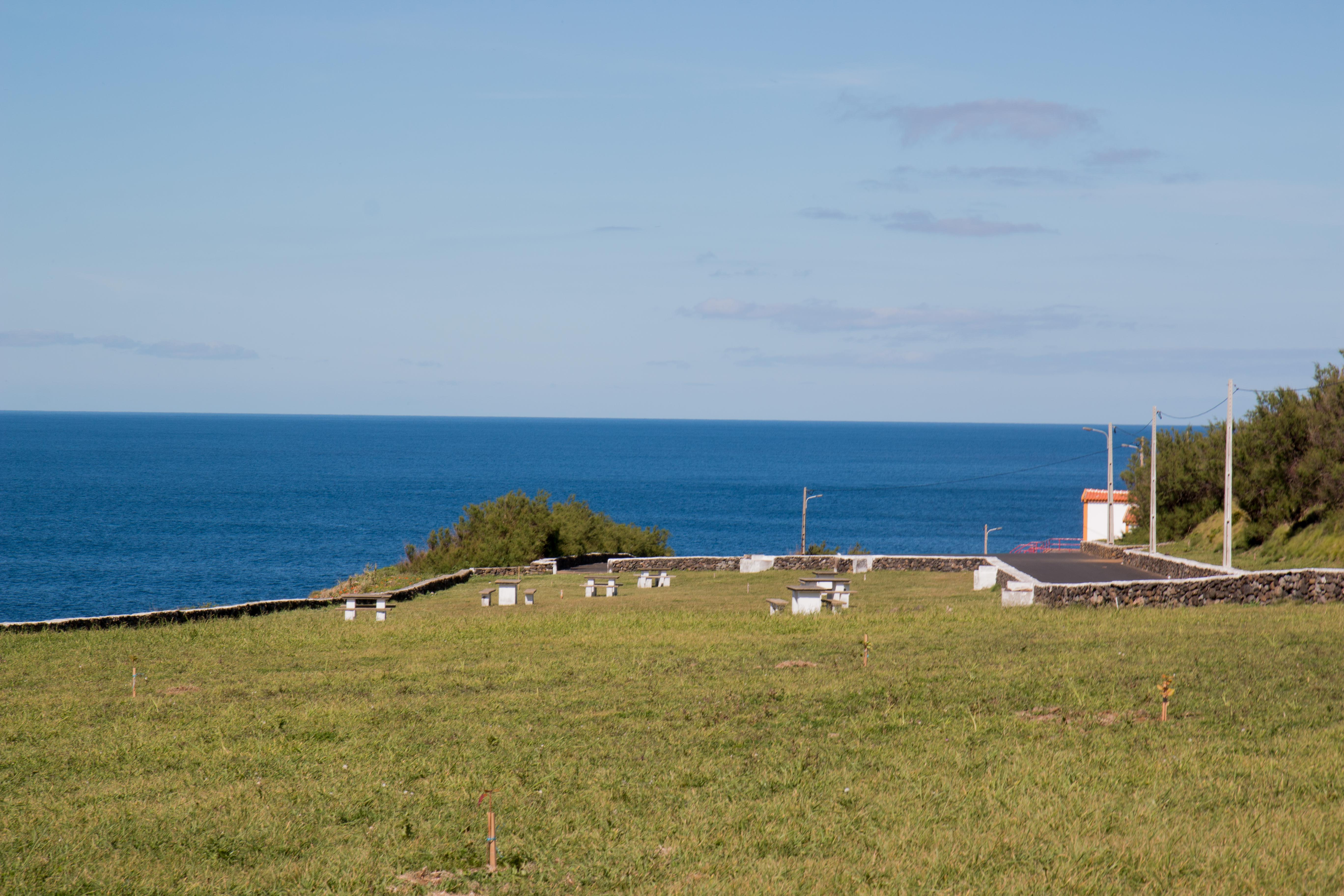
Zona de Lazer das Escaleiras